# Trachtenberg-System
Das Trachtenberg-System, auch Trachtenberg-Schnellrechenmethode genannt, ist ein System zum schnellen Kopfrechnen. Es besteht aus mehreren einfach zu erkennenden Operationen, die es erlauben, arithmetische Rechnungen schnell durchzuführen. Entwickelt wurde das System vom russisch-jüdischen Ingenieur Jakow Trachtenberg, der das System in einem Konzentrationslager der Nationalsozialisten erfand, während er dort einsaß. Die wichtigsten Algorithmen sind die für das allgemeine Multiplizieren, das Dividieren und das Addieren. Außerdem enthält das Trachtenberg-System einige spezielle Methoden für die Fälle der Multiplikation von kleinen Zahlen zwischen fünf und dreizehn.
Die Methode zur Addition enthält ein effektives Verfahren zur Überprüfung von Berechnungen. Dieses kann auch auf die Multiplikation angewandt werden.

## Allgemeines Multiplizieren
Das Verfahren für das allgemeine Multiplizieren ist ein Verfahren, um Multiplikationen {\displaystyle a\times b} mit einem geringen Aufwand durchführen zu können; das heißt, sich so wenige Zwischenergebnisse wie möglich merken zu müssen. Das wird erreicht mithilfe der Feststellung, dass die Endziffer der Multiplikation bestimmt ist von den letzten Ziffern der Faktoren. Diese wird als Zwischenergebnis festgehalten. Um die vorletzte Ziffer zu finden, braucht man alles, was diese Ziffer beeinflusst: Das Zwischenergebnis, die letzte Ziffer von {\displaystyle a} mal die vorletzte Ziffer von {\displaystyle b}, sowie die vorletzte Ziffer von {\displaystyle a} mal die letzte Ziffer von {\displaystyle b}. Diese Berechnung wird durchgeführt und wir haben ein Zwischenergebnis, dessen letzte beide Ziffern korrekt sind.
Im Allgemeinen, für jede Position {\displaystyle n} im Endergebnis, haben wir für alle {\displaystyle i}:
{\displaystyle a\ (\mathrm {Ziffer\ bei\ } i)\times \ b\ (\mathrm {Ziffer\ bei\ } (n-i)).}
Man kann diesen Algorithmus erlernen und dann vierstellige Zahlen im Kopf multiplizieren, nur mit dem Niederschreiben des Endergebnisses. Man fängt rechts an und endet mit der Ziffer ganz links.
Trachtenberg definierte diesen Algorithmus mit einer Art paarweiser Multiplikation, bei der zwei Ziffern multipliziert werden mit einer anderen Ziffer, nur mit Beibehalten der mittleren Ziffer des Ergebnisses. Beim Anwenden dieses Algorithmus mit der paarweisen Multiplikation wird man immer weniger Zwischenergebnisse festhalten müssen.
Beispiel: {\displaystyle 123456\times 789}
Um die erste Ziffer des Ergebnisses zu finden:
Die Einer von  {\displaystyle 9\times 6=4.}
Um die zweite Ziffer des Ergebnisses zu finden, fängt man bei der zweiten Ziffer des Multiplikanden an:
Die Einer von {\displaystyle 9\times 5} plus die Zehner von {\displaystyle 9\times 6} plus
die Einer von {\displaystyle 8\times 6}.
{\displaystyle 5+5+8=18}.
Die zweite Ziffer ist {\displaystyle 8} und {\displaystyle 1} gemerkt für die dritte Ziffer.
Um die dritte Ziffer zu finden, beginnt man bei der dritten Ziffer des Multiplikanden:
Die Einer von {\displaystyle 9\times 4} plus die Zehner von {\displaystyle 9\times 5} plus
die Einer von {\displaystyle 8\times 5} plus die Zehner von {\displaystyle 8\times 6} plus
die Einer von {\displaystyle 7\times 6}.
{\displaystyle 1+6+4+0+4+2=17}.
Die dritte Ziffer der Antwort ist {\displaystyle 7} und {\displaystyle 1} gemerkt für die vierte Ziffer.
Um die vierte Ziffer zu finden, beginnt man bei der vierten Ziffer des Multiplikanden:
Die Einer von {\displaystyle 9\times 3} plus die Zehner von {\displaystyle 9\times 4} plus
die Einer von {\displaystyle 8\times 4} plus die Zehner von {\displaystyle 8\times 5} plus
die Einer von {\displaystyle 7\times 5} plus die Zehner von {\displaystyle 7\times 6}.
{\displaystyle 1+7+3+2+4+5+4=26}.
Die vierte Ziffer der Antwort ist {\displaystyle 6} und {\displaystyle 2} gemerkt für die fünfte Ziffer.
Mit der gleichen Methode für die restlichen Zahlen fortfahren.

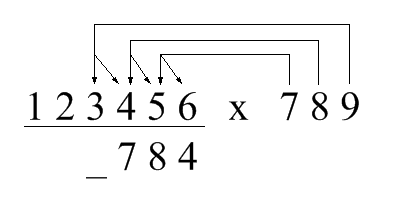
Zwei-Finger Methode

Trachtenberg nannte dies die Zwei-Finger Methode. Die Berechnungen, um die vierte Ziffer aus obigem Beispiel zu finden, sind anhand der Grafik rechts gut zu erkennen:
Der Pfeil von der neun wird immer auf die Ziffer des Multiplikanden direkt über der Antwort zeigen, für die Sie den Wert berechnen möchten. Die anderen Pfeile zeigen immer eins nach rechts. Der vertikale Pfeil zeigt die Ziffer, von der wir die Einer brauchen, der schräge Pfeil auf diejenige Ziffer, von der wir die Zehner brauchen. Wenn ein Pfeil auf ein Feld mit keiner Zahl zeigt, muss hierfür keine Berechnung vorgenommen werden. Mit der Berechnung einer Zahl rutscht die Ansammlung an Pfeilen immer um eine Einheit nach links solange, bis alle Pfeile an vorangestellte Nullen zeigen.

## Allgemeine Division
Dividiert wird im Trachtenberg-System sehr ähnlich der Trachtenberg'schen Multiplikation, aber mit Subtraktion statt Addition.

## Allgemeine Addition
Diese Methode kann genutzt werden, um mehrere große Zahlen schnell und genau zu addieren.

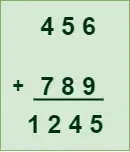

Alle Zahlen werden anfangs übereinander in Reihen positioniert, welche dann wie bei der normalen Addition unter der Betrachtung von der 11er-Regel addiert werden können. Nun ist in der untersten Zeile eine Zahl als Zwischenergebnis vorhanden, die durch die eine weitere Zahl, welche durch die 11er-Regel erhalten werden kann, ergänzt werden muss. Diese zwei Werte können nun zusammenaddiert werden, wobei ein L-Figur-Algorithmus bei der Addition einzelner Spalten verwendet werden muss, um das Endergebnis zu erhalten.
Beispiel: 456 + 789
Es wird ganz rechts gestartet: Wir addieren 6 + 9 = 15 (schreibe 5, übernehme 1)
Die nächsten Zahlen: 5 + 8 + 1 (aus der vorherigen Spalte) = 14 (schreibe 4, übernehme 1)
Die Zahlenspalte ganz links ist: 4 + 7 + 1 (aus der vorherigen Spalte) = 12 (schreibe 2, übernehme 1)
Wenn es keine weitere Zahlenspalte gibt, wird die übernommene Zahl (1) an erster Stelle geschrieben.
Das Ergebnis lautet somit: 1245

## Andere Multiplikationsalgorithmen
Beim Ausführen eines dieser Multiplikationsalgorithmen sollten die folgenden „Schritte“ angewendet werden:
Die Antwort muss Ziffer für Ziffer gefunden werden, beginnend bei der am wenigsten signifikanten Ziffer und nach links gehend. Die letzte Berechnung erfolgt auf der führenden Null des Multiplikanden.
Jede Ziffer hat einen Nachbarn, d. h. die Ziffer rechts von ihr. Die rechte Ziffer hat als Nachbarn die nachfolgende Null.
Die „Halbieren“-Operation hat im Trachtenberg-System eine besondere Bedeutung. Sie soll „die Ziffer halbieren, abgerundet“ bedeuten, aber aus Geschwindigkeitsgründen wird den Anwendern des Trachtenberg-Systems empfohlen, diesen Halbiervorgang sofort durchzuführen. Anstatt also zu denken: „Die Hälfte von sieben ist dreieinhalb, also drei“, wird empfohlen, einfach zu denken: „Sieben, drei“. Dies beschleunigt die Berechnung erheblich. In ähnlicher Weise sollten die Tabellen zum Subtrahieren von Ziffern von 10 oder 9 auswendig gelernt werden.
Und wann immer die Regel besagt, dass die Hälfte des Nachbarn addiert werden soll, sollte immer 5 hinzugefügt werden, wenn die aktuelle Ziffer ungerade ist. Dies kompensiert das Weglassen von 0,5 in der Berechnung der nächsten Ziffer.

### Multiplikation mit 2
Regel:
- Multiplizieren Sie jede Ziffer mit 2 (unter Berücksichtigung von Übertragungen).

Beispiel: (8624 × 2)
- 4 + 4 = 8 (schreibe 8)
- 2 + 2 = 4 (schreibe 4)
- 6 + 6 = 12 (schreibe 2, übertrage 1)
- 8 + 8 + 1 (übertragen) = 17 (schreibe 7, übertrage 1)

Ergebnis: (8624 × 2 = 17248)

### Multiplikation mit 3
Regel:
1. Subtrahiere die rechte Ziffer von 10.
2. Subtrahiere die verbleibenden Ziffern von 9.
3. Verdopple das Ergebnis.
4. Addiere die Hälfte des Nachbarn auf der rechten Seite, plus 5, wenn die Ziffer ungerade ist.
5. Für die führende Null subtrahiere 2 von der Hälfte des Nachbarn.

Beispiel: (492 × 3)
- (10 - 2) × 2 + 0 = 16 (schreibe 6, übertrage 1)
- (9 - 9) × 2 + 2/2 + 5 (da 9 ungerade) + 1 (übertragen) = 7 (schreibe 7)
- (9 - 4) × 2 + 9/2 = 14 (schreibe 4, übertrage 1)
- (4/2) - 2 + 1 (übertragen) = 1 (schreibe 1)

Ergebnis: (492 × 3 = 1476)

### Multiplikation mit 4
Regel:
- Subtrahiere die rechte Ziffer von 10.
- Subtrahiere die verbleibenden Ziffern von 9.
- Addiere die Hälfte des Nachbarn, plus 5, wenn die Ziffer ungerade ist.
- Für die führende 0 subtrahiere 1 von der Hälfte des Nachbarn.

Beispiel: (346 × 4)
- (10 - 6) + 0 = 4 (schreibe 4)
- (9 - 4) + 6/2 = 8 (schreibe 8)
- (9 - 3) + 4/2 + 5 (da 3 ungerade) = 13 (schreibe 3, übertrage 1)
- (3/2) - 1 + 1 (übertragen) = 1 (schreibe 1)

Ergebnis: (346 × 4 = 1384)

### Multiplikation mit 5
Regel:
- Halbiere den Nachbarn und addiere, wenn die aktuelle Ziffer ungerade, addiere 5.

Beispiel: (42 × 5)
- Halbe Nachbarn: 0 (keine Nachbarn) = 0
- Halbe Nachbarn: 2 = 1 (0 + 1) = 1
- Halbe Nachbarn: 4 = 2 (0 + 2) = 2

Ergebnis: (42 × 5 = 210)

### Multiplikation mit 6
Regel:
- Addiere die Hälfte des Nachbarn zu jeder Ziffer. Wenn die aktuelle Ziffer ungerade ist, addiere 5.

Beispiel: (357 × 6)
- 7 hat keinen Nachbarn, addiere 5 = 12 (schreibe 2, übertrage 1)
- 5 + 3 + 5 (da 5 ungerade) + 1 (übertragen) = 14 (schreibe 4, übertrage 1)
- 3 + 2 + 5 (da 3 ungerade) + 1 (übertragen) = 11 (schreibe 1, übertrage 1)
- 0 + 1 + 1 (übertragen) = 2 (schreibe 2)

Ergebnis: (357 × 6 = 2142)

### Multiplikation mit 7
Regel:
- Verdopple jede Ziffer.
- Addiere die Hälfte des Nachbarn und 5, wenn die Basisziffer ungerade ist.
- Addiere die Übertragung.

Beispiel: (693 × 7)
- (3×2) + 0 + 5 = 11 (schreibe 1, übertrage 1)
- (9×2) + 1 + 5 + 1(übertragen) = 25 (schreibe 5, übertrage 2)
- (6×2) + 4 + 0 + 2(übertragen) = 18 (schreibe 8, übertrage 1)
- (0×2) + 3 + 0 + 1(übertragen) = 4 (schreibe 4)

Ergebnis: (693 × 7 = 4851)

### Multiplikation mit 8
Regel:
- Subtrahiere die rechte Ziffer von 10 und die verbleibenden Ziffern von 9.
- Verdopple das Ergebnis.
- Addiere den Nachbarn.
- Für die führende 0 subtrahiere 2 von dem Nachbarn.

Beispiel: (456 × 8)
- (10 - 6) × 2 + 0 = 8 (schreibe 8)
- (9 - 5) × 2 + 6 = 14 (schreibe 4, übertrage 1)
- (9 - 4) × 2 + 5 + 1 (übertragen) = 16 (schreibe 6, übertrage 1)
- 4 − 2 + 1 (übertragen) = 3 (schreibe 3)

Ergebnis: (456 × 8 = 3648)